# Mutter/Vater-Kind-Einrichtung
Als eine Mutter/Vater-Kind-Einrichtung bezeichnet man in Deutschland eine Einrichtung für Wohnung und Betreuung für alleinerziehende Mütter und Väter, die allein für ein Kind unter sechs Jahren zu sorgen haben oder tatsächlich sorgen und gemeinsam mit dem Kind in einer geeigneten Wohnform betreut werden sollen. Auch Schwangere, die bereits vor der Geburt Unterstützung benötigen, können dort Aufnahme finden. Allgemeiner gesprochen unterstützt diese Wohnform Eltern, die mit der Betreuung und Versorgung ihrer Kinder überfordert sind. Gesetzliche Grundlage ist § 19 SGB VIII (Gemeinsame Wohnformen für Mütter/Väter und Kinder).
Die Schwangeren und Alleinerziehenden – in den meisten Fällen sind es Mütter, seltener Väter – erhalten Unterkunft und Betreuung in der Verantwortung eines Trägers. Sie erhalten dabei Unterstützung zur Bewältigung ihrer Lebenssituation, sozialpädagogische Hilfestellungen sowie die Möglichkeit, einen Schulabschluss zu erwerben oder eine berufliche Ausbildung zu absolvieren. Auch die Kinder erhalten eine geeignete Betreuung und Förderung. So soll im Sinne einer Unterstützung zu einer selbstverantwortlichen Lebensführung die Persönlichkeitsentwicklung der Eltern gefördert und ihre Erziehungskompetenz nachhaltig gestärkt werden, und zugleich soll der Schutz der Kinder sichergestellt werden. Im Einklang mit der Bindungstheorie sollen die Mütter und Väter beim Aufbau einer stabilen Beziehung zu ihrem Kind unterstützt werden.
Die Unterkünfte können verschiedene Formen annehmen, angepasst an unterschiedlich intensiven Betreuungsbedarf. Beispiele sind eine Mutter/Vater-Kind-Wohngruppe, eine Jugendwohngemeinschaft oder betreutes Jugendwohnen in Appartements.
Der Träger benötigt eine Betriebserlaubnis gemäß § 45 SGB VIII, es sei denn, es werden ausschließlich volljährige Eltern betreut, welche das Sorgerecht für ihre Kinder haben.
Im Zusammenhang mit Mutter/Vater-Kind-Einrichtungen spricht man oft auch von einem „stationären“ bzw. „teilstationären“ Angebot. Dies ist nicht zu verwechseln mit einer stationären bzw. teilstationären Aufnahme in einer Klinik oder einem Pflegeheim.

## Geschichte und Entwicklung
Vor der Einführung des SGB VIII gab es keinen Rechtsanspruch auf ein Hilfeangebot, bei dem Mutter (bzw. Vater) und Kind gemeinsam untergebracht waren.
Die gesetzliche Grundlage für die Mutter/Vater-Kind-Einrichtungen, der § 19 SGB VIII, wurde mit Wirkung zum 10. Juni 2021 durch Artikel 1 des Kinder- und Jugendstärkungsgesetzes (KJSG) vom 3. Juni 2021 geändert. Im Vorfeld zu dieser Änderung hatten der Evangelische Erziehungsverband (EREV), der Bundesverband katholischer Einrichtungen und Dienste (BVkE), der Sozialdienst katholischer Frauen (SkF) und der Sozialdienst katholischer Männer (SKM) auf Verbesserungen gedrängt. Beispielsweise hatte der SkF in einer Stellungnahme zum Gesetzentwurf des KJSG betont, dass auch ein „Anspruch auf Einbeziehung des zweiten Elternteils in den Hilfeprozess sowie in Einzelfällen auch die Möglichkeit des Einzugs des zweiten Elternteils in die Einrichtung“ nötig sei, sowie „verbindlichere Regelungen für die Möglichkeit des zeitweiligen Verbleibs von Eltern in der Einrichtung geschaffen werden, falls eine Trennung vom Kind erfolgt ist“.